# Capulhuac de Mirafuentes
Capulhuac de Mirafuentes, eller bara Capulhuac, är en stad i Mexiko, och administrativ huvudstad i kommunen Capulhuac i delstaten Mexiko, i den centrala delen av landet. Capulhuac de Mirafuentes hade 20 757 invånare vid folkräkningen 2010.